# Santa Coloma de Cervelló
Santa Coloma de Cervelló – gmina w Hiszpanii, w prowincji Barcelona, w Katalonii, o powierzchni 7,49 km². W 2011 roku gmina liczyła 7964 mieszkańców.